# Trajeto (castelo)
Trajeto (em latim: Traiectum/Traiecto; lit. travessia) foi um forte romano, ou castelo, na fronteira do Império Romano na Germânia Inferior. Os restos do forte estão no centro de Utreque, nos Países Baixos, que tomou seu nome do forte.[a] Foi fundado cerca de 47, quando o imperador Cláudio (r. 41–54) define as fronteiras romanas na região. Alguns anos depois, durante a revolta dos batavos, foi incendiada e permaneceu desabitado durante os conflitos subsequentes. Com a restauração da autoridade imperial, foi reconstruído e manteve-se em uso até ca. 270, quando foi destruído pelos francos.

## História
No Império Romano, Trajeto era um dos fortes da linha defensiva inferior da fronteira da Germânia. O imperador Cláudio (r. 41–54) definiu a jusante do Reno de Bona como a porção ocidental da fronteira. Ele ordenou as legiões mais ao norte para retrocederem para esta linha, que foi fortificada em 47. O Reno se divide em vários ramos nos Países Baixos. O exército escolheu o ramo sobre o qual a moderna Utreque fica como a fronteira.
Em 69-70, Caio Júlio Civil liderou a revolta dos batavos durante a qual o forte foi incendiado. Um soldado ou oficial enterrou suas economias de 50 moedas de ouro neste tempo. Elas foram encontradas pelos arqueólogos abaixo da camada de madeira incendiada. Uma vez restaurada a autoridade romana na região, o forte foi reconstruído, novamente em madeira. O forte foi equipado com cerca de 500 homens. Com base em selos em telhas datáveis de 88-89 até 275 supõe-se que o forte era mantido pelo II Coorte de Infantaria dos Hispânicos (cohors II Hispanorum peditata), uma coorte de infantaria auxiliar do exército romano.
O castelo de Trajeto parece ter sido finalmente destruído em algum momento antes de 270, quando os francos o invadiram. Evidência arqueológica mostra alguma presença romana no século IV, mas o castelo não foi reconstruído. Durante a Alta Idade Média, outra fortificação foi construída no sítio, que foi destruído por viquingues e reconstruído em 818. O sítio das fortificações tornou-se centro da cidade medieval e local da sé episcopal de Utreque.

## Padrão
O forte foi reconstruído quatro vezes, e cada vez foi aumentado pelo adicionar de enchimento. Os períodos I-II datam de 47-69; períodos III-IV datam de 70 até o final do século II; e período V data do final do século II até meados do século III. O forte foi feito de madeira nos períodos I-IV, 110 por 130 metros em tamanho, com rampas feitas de terra e madeira. No período V foi reconstruído de pedra e aumentado em tamanho para 125 por 150 metros. Nesta ocasião, os portões eram flanqueados por torres de pedra com bastiões semi-circulares no exterior.
O forte continha o edifício sede, ou princípio, dentro de uma quadra retangular cercada por uma colunata (pórtico). O edifício tinha piso radiante com hipocausto. Ao longo da existência do forte o princípio era de aproximadamente 27 por 27 metros com um átrio, salão em cruz e cinco salas. A sala centra era um santuário dos estandartes das legiões, ou sacelo. Esta sala e o átrio ambos tinham altares de pedra no período V. Uma vala protetora circundou o forte através de sua ocupação romana. Havia vicos no leste e oeste do castelo onde habitavam artesãos que dependiam dos soldados. O vico oriental está em Pieterskerkhof, sobre a marge do rio.

## Escavações
Alguns restos do forte original foram encontrados abaixo da praça da catedral em uma profundidade de 3,8 metros. Várias escavações foram realizadas, principalmente entre 1929 e 1949. Os arqueólogos estavam inicialmente procurando por restos das duas igrejas mediais que estavam no sítio, mas mudaram sua prioridade após os restos do castelo serem encontrados. Partes dos muros foram encontrados mais tarde, bem como restos parciais dos quartéis em madeira e traços do fosso. Duas das quatro portas e algumas partes dos quartéis de períodos diferentes foram escavados. O princípio foi completamente escavado. Iniciando em 1992, a vizinha Casa Teutônica, que serviu como base do cavaleiros teutônicos de Bailivique de Utreque a partir de 1348, foi extensivamente renovado. Isso incluiu a construção de uma nova ala do Grande Hotel Karel V. Traços de um cemitério romano foram descobertos, talvez associados ao forte.

## Galeria

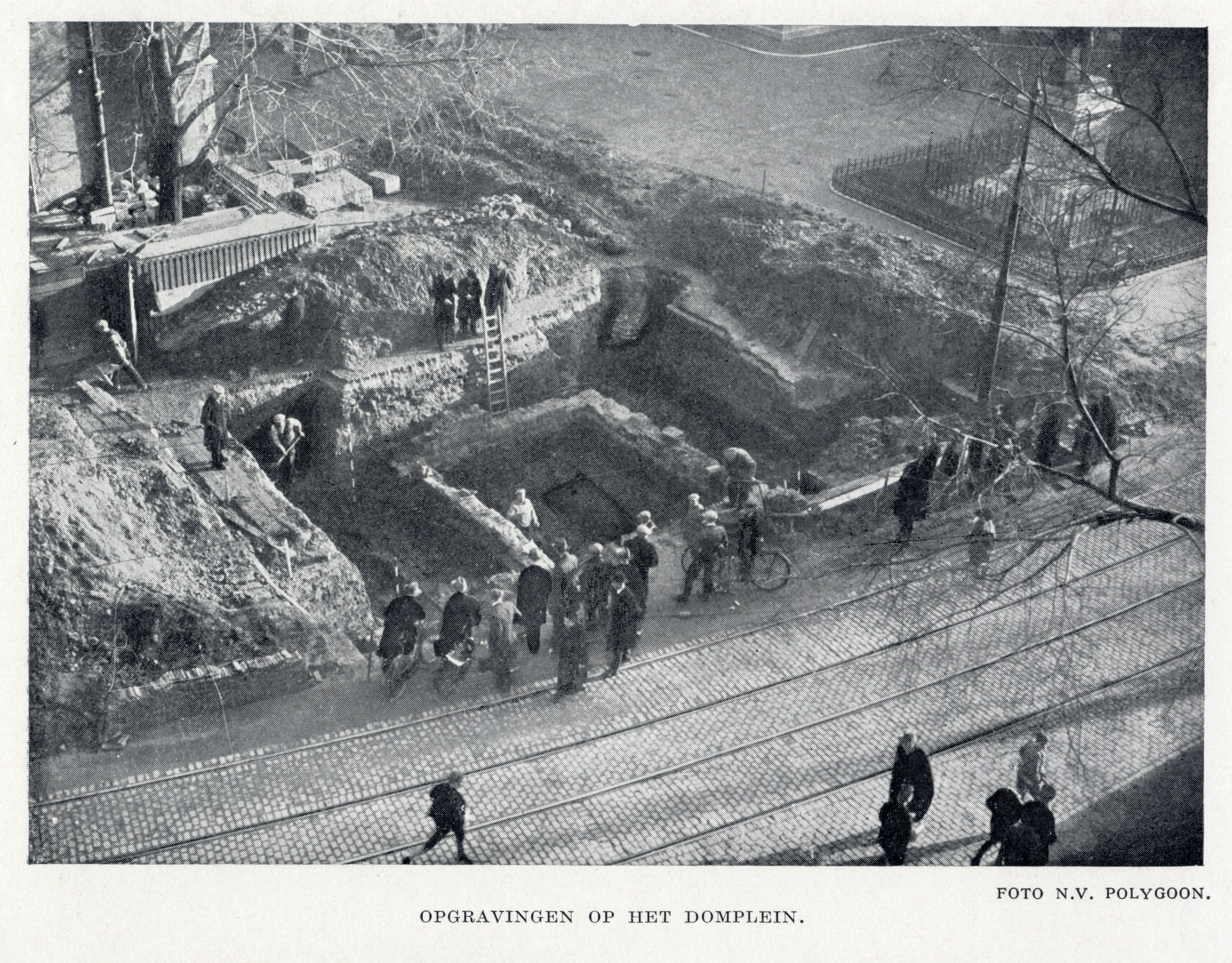
Escavações em 1929
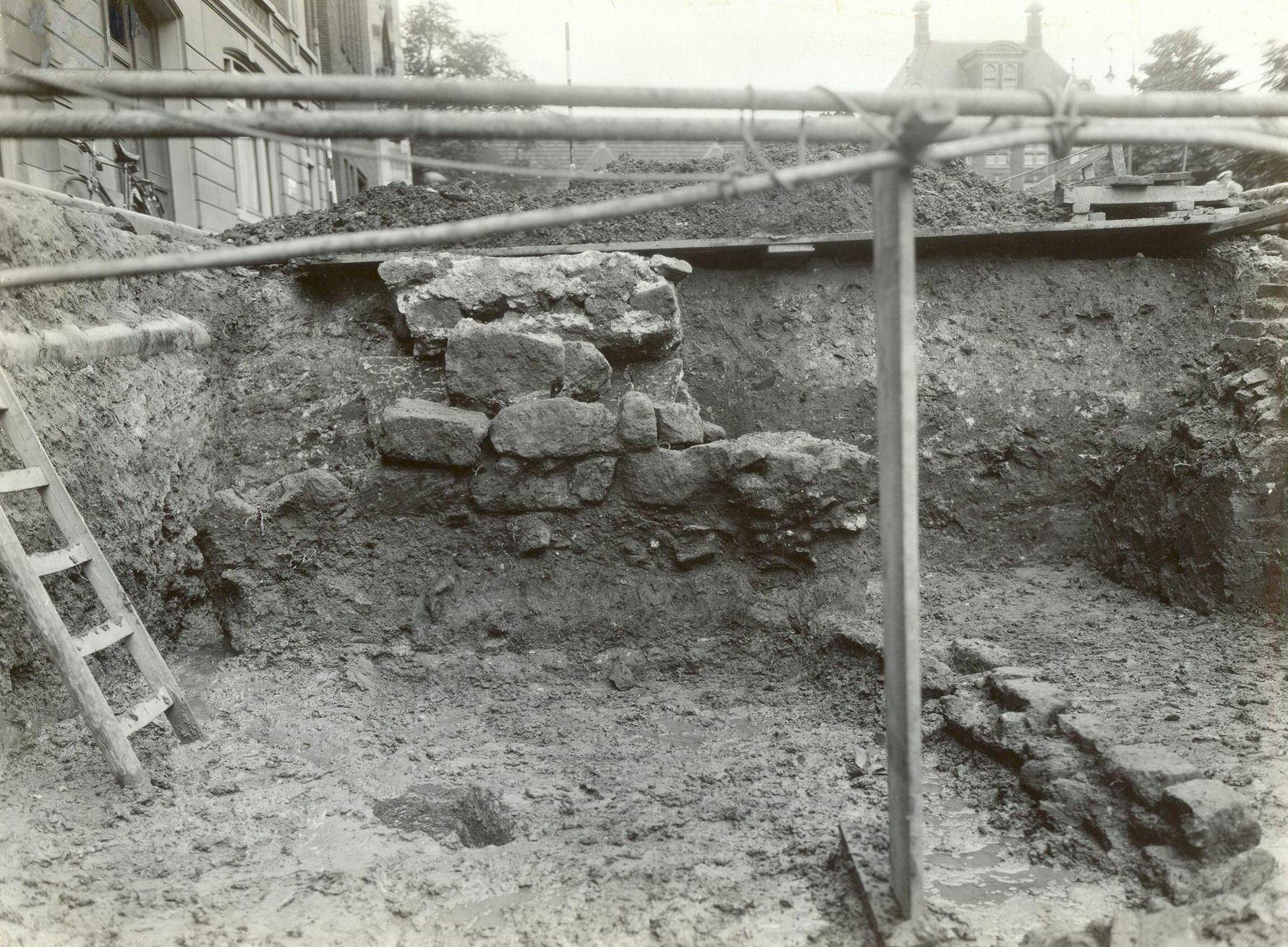
Escavações em 1933. O muro de pera é de um quartel
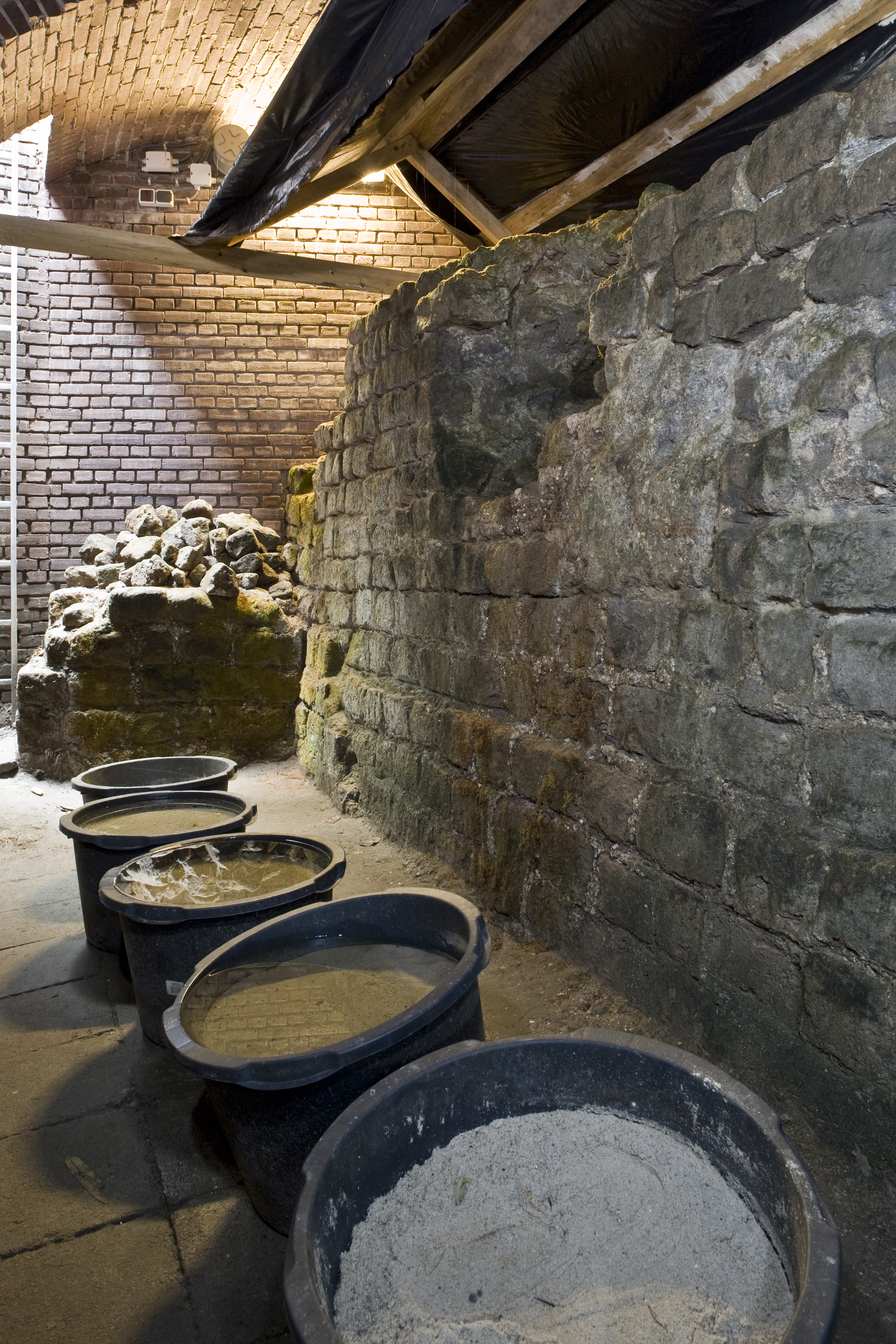
Restos de um muro do forte sob o Centro das Artes de Utreque